# Paphinia rugosa
Paphinia rugosa är en orkidéart som beskrevs av Heinrich Gustav Reichenbach. Paphinia rugosa ingår i släktet Paphinia och familjen orkidéer.
Artens utbredningsområde är Colombia. Inga underarter finns listade i Catalogue of Life.

## Bildgalleri

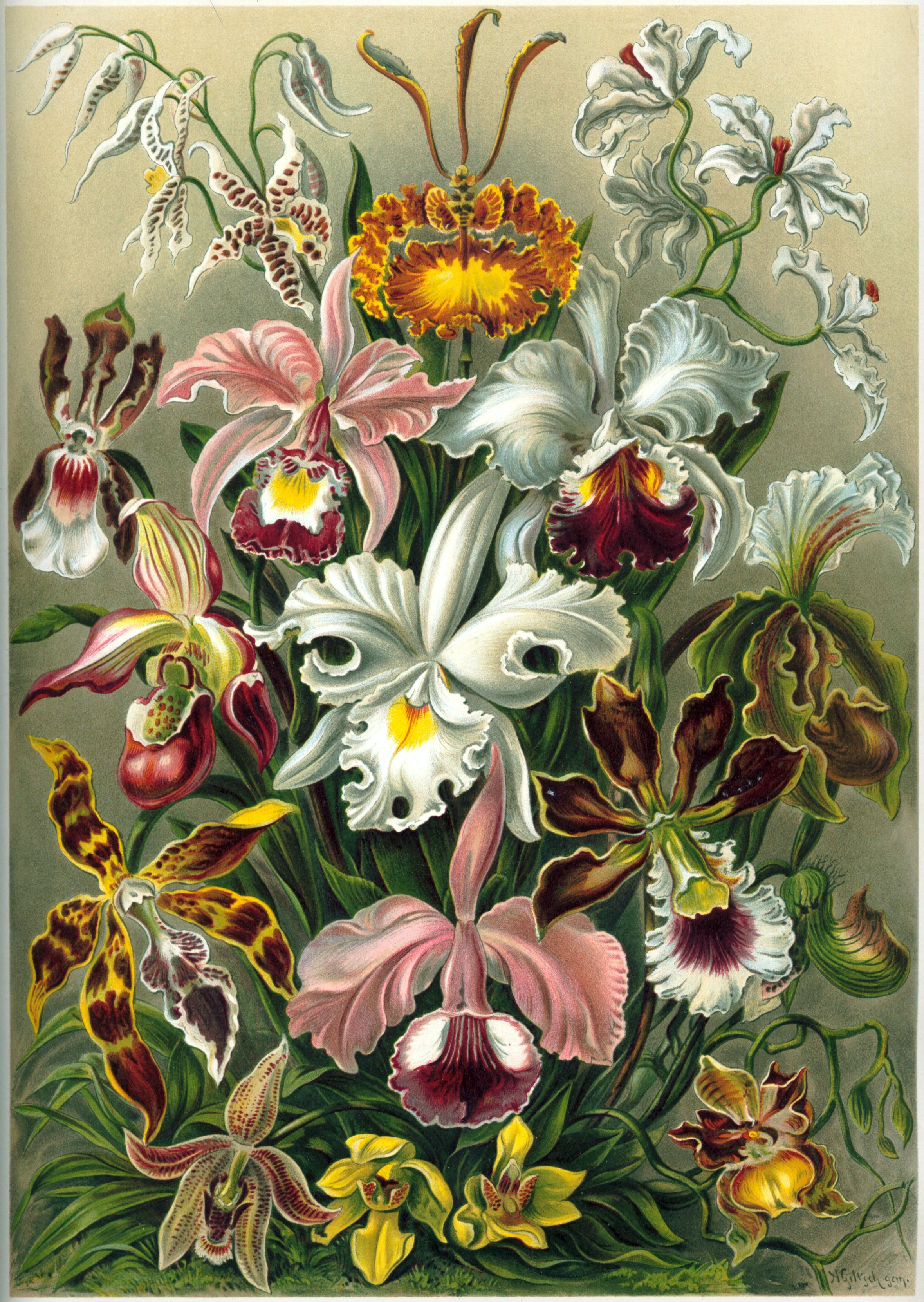